# Della-Pia-Gletscher
Der Della-Pia-Gletscher ist ein Gletscher im westantarktischen Ellsworthland. Er fließt vom Osthang des Mount Craddock zwischen Mount Mohl und dem Elfring Peak in der Sentinel Range des Ellsworthgebirges hindurch zum Thomas-Gletscher.
Das Advisory Committee on Antarctic Names benannte ihn 2006 nach Max H. Della Pia (* 1953), Kommandeur der 109. Lufttransportgeschwaders der New York Air National Guard von 1999 bis 2006, welches in dieser Zeit das United States Antarctic Program unterstützte.